# جون بيتر (ناقد مسرحي)
جون بيتر (بالإنجليزية: John Peter)‏ هو ناقد مسرحي بريطاني، ولد في 24 أغسطس 1938 في بالا ‏ في المملكة المتحدة.